# Elżbieta Gapińska
Elżbieta Teresa Gapińska z domu Karowska (ur. 3 października 1960 w Płocku) – polska polityk, nauczycielka, pedagog i samorządowiec, posłanka na Sejm VII, VIII, IX i X kadencji.

## Życiorys
Absolwentka Liceum Ogólnokształcącego im. Marszałka Stanisława Małachowskiego w Płocku. Ukończyła następnie studia na Akademii Pedagogiki Specjalnej w Warszawie. Prowadziła zajęcia w płockim studium nauczycielskim oraz w lokalnej Wyższej Szkole Zawodowej, redagowała i opracowywała publikacje dydaktyczne dla nauczycieli. Została później pedagogiem szkolnym w jednym z gimnazjów w Płocku.
W 2001 organizowała lokalne struktury Platformy Obywatelskiej. Z listy tego ugrupowania była w 2006 i 2010 wybierana na radną Płocka. W 2010 powołano ją na przewodniczącą rady miejskiej VI kadencji.
W 2009 kandydowała w wyborach europejskich. W wyborach parlamentarnych w 2011 uzyskała mandat poselski jako kandydatka z listy PO, otrzymując 10 794 głosy w okręgu płockim.
W 2015 z powodzeniem ubiegała się o poselską reelekcję (dostała 11 733 głosy). W Sejmie VIII kadencji została członkinią Komisji Edukacji, Nauki i Młodzieży oraz Komisji Kultury i Środków Przekazu. W wyborach w 2019 i 2023 ponownie uzyskiwała mandat poselski, kandydując z ramienia Koalicji Obywatelskiej i zdobywając odpowiednio 10 905 głosów oraz 13 214 głosów.

## Wyniki w wyborach ogólnopolskich
| Wybory | Komitet wyborczy   | Komitet wyborczy      | Organ                             | Okręg            | Wynik          |
| ------ | ------------------ | --------------------- | --------------------------------- | ---------------- | -------------- |
| 2009   |                    | Platforma Obywatelska | Parlament Europejski VII kadencji | nr 5             | 6321 (5,54%)   |
| 2011   | Sejm VII kadencji  | Platforma Obywatelska | nr 16                             | 10 794 (3,90%)   |                |
| 2015   | Sejm VIII kadencji | Platforma Obywatelska | nr 16                             | 11 733 (3,91%)   |                |
| 2019   |                    | Koalicja Obywatelska  | nr 16                             | Sejm IX kadencji | 10 905 (2,94%) |
| 2023   | Sejm X kadencji    | Koalicja Obywatelska  | nr 16                             | 13 214 (2,99%)   |                |

## Odznaczenia
W 2001 otrzymała Brązowy Krzyż Zasługi.